# Renormalização
A renormalização é um conjunto de técnicas utilizadas para eliminar os infinitos que aparecem em alguns cálculos em Teoria Quântica de Campos. Na mecânica estatística dos campos e na teoria de estruturas geométricas auto-similares, a renormalização é usada para lidar com os infinitos que surgem nas quantidades calculadas, alterando valores dessas quantidades para compensar os efeitos das suas auto-interações. Inicialmente vista como um procedimento suspeito e provisório por alguns de seus criadores, a renormalização foi posteriormente considerada uma ferramenta importante e auto-consistente em vários campos da física e da matemática. A renormalização é distinta da outra técnica para controlar os infinitos, regularização, que assume a existência de uma nova física desconhecida em novas escalas.

## Renormalização em EDQ
Em Lagrangeano de EDQ,
{\displaystyle {\mathcal {L}}={\bar {\psi }}_{B}\left[i\gamma _{\mu }\left(\partial ^{\mu }+ie_{B}A_{B}^{\mu }\right)-m_{B}\right]\psi _{B}-{\frac {1}{4}}F_{B\mu \nu }F_{B}^{\mu \nu }}
Os campos e a constante de acoplamento são realmente quantidades "cruas", por isso, o índice B acima. Convencionalmente, as quantidades cruas são escritas de modo que os termos lagrangianos correspondentes sejam múltiplos dos renormalizados:
{\displaystyle \left({\bar {\psi }}m\psi \right)_{B}=Z_{0}{\bar {\psi }}m\psi }
{\displaystyle \left({\bar {\psi }}\left(\partial ^{\mu }+ieA^{\mu }\right)\psi \right)_{B}=Z_{1}{\bar {\psi }}\left(\partial ^{\mu }+ieA^{\mu }\right)\psi }
{\displaystyle \left(F_{\mu \nu }F^{\mu \nu }\right)_{B}=Z_{3}\,F_{\mu \nu }F^{\mu \nu }.}
Teoria de gauge e Identidade de Ward-Takahashi implicam que podemos renormalizar os dois termos da parte derivada covariante {\displaystyle {\bar {\psi }}(\partial +ieA)\psi } juntos, que é o que aconteceu para Z2, é o mesmo com Z1.

### Teoria de campo quântica
- Pokorski, Stefan; Gauge Field Theories, Cambridge University Press (1987) ISBN 0-521-47816-2.